# Libertarias
Libertarias is een Spaanse film uit 1996, geregisseerd door Vicente Aranda. De film is gebaseerd op het gelijknamige boek van de schrijver Antonio Rabinad.

## Verhaal
Bij het uitbreken van de Spaanse Burgeroorlog wordt de non Maria gedwongen haar klooster te ontvluchten. Ze neemt haar toevlucht in een bordeel, totdat ze worden bevrijd door een groep anarchistische vrouwen. Maria sluit zich aan bij de groep en gaat uiteindelijk naar het front.

## Rolverdeling
| Acteur          | Personage    |
| --------------- | ------------ |
| Ana Belén       | Pilar        |
| Victoria Abril  | Floren       |
| Ariadna Gil     | María        |
| Blanca Apilánez | Aura         |
| Laura Mañá      | Concha       |
| Loles León      | Charo        |
| Jorge Sanz      | Obrero Hijo  |
| José Sancho     | Obrero padre |
| Antonio Dechent | Faneca       |

## Ontvangst

### Prijzen en nominaties
Een selectie:
| Jaar | Evenement                      | Categorie                | Genomineerde                                                   | Resultaat   |
| ---- | ------------------------------ | ------------------------ | -------------------------------------------------------------- | ----------- |
| 1996 | Premios Goya (11de uitreiking) | Beste vrouwelijke bijrol | Loles León                                                     | Genomineerd |
| 1996 | Premios Goya (11de uitreiking) | Beste productiemanager   | Luis Gutiérrez                                                 | Genomineerd |
| 1996 | Premios Goya (11de uitreiking) | Beste geluid             | Carlos Faruolo, Ray Gillón, Ricard Casals                      | Genomineerd |
| 1996 | Premios Goya (11de uitreiking) | Beste speciale effecten  | Reyes Abades                                                   | Genomineerd |
| 1996 | Premios Goya (11de uitreiking) | Beste kostuums           | Javier Artiñano                                                | Genomineerd |
| 1996 | Premios Goya (11de uitreiking) | Beste grime en haarstijl | Juan Pedro Hernández, Ana Lozano, Esther Martín, Manuel García | Genomineerd |